# Karl Steubl
Ne doit pas être confondu avec Karl Streibel.
Karl Steubl, Steubel ou Steibel (25 octobre 1910 - 21 septembre 1945) était un SS-Sturmbannführer, actif participant à l'Aktion T4 et commandant des transports au camp d'extermination de Sobibor pendant l'opération Reinhard. Arrêté après la guerre, Steubl se suicide à Linz, en Autriche, afin d'échapper à tout jugement.

## Carrière
Avant d'être transféré à Sobibor, en Pologne occupée, Steubl travaillait comme infirmier au centre de mise à mort de Hartheim, le plus grand centre d'extermination d'Europe de l'Ouest basé à Alkoven, en Haute-Autriche. Entre 1939 et 1945, des milliers de personnes sont exécutés dans le cadre du programme T4. En août 1941, 18 269 personnes, la plupart handicapés mentaux et physiques, ont été assassinés dans des chambres à gaz du centre d'euthanasie d'Hartheim.
À partir d'août 1942, Steubl est l'un des commandants autrichiens du camp d'extermination de Sobibór, s'occupant de l'organisation du camp en tant qu'expert en gaz. Il était présent et a probablement participé à l'exécution des derniers Juifs Sonderkommando envoyés à Sobibór pour le nettoyage après la démolition du camp d'extermination de Treblinka, situé à proximité.
Arrêté par les Alliés, Steubl a été le premier des trois SS de Sobibór à s'être suicidé après la Seconde Guerre mondiale. Le deuxième était Kurt Bolender, reconnu par un survivant de la Shoah en Allemagne. Arrêté en 1961, Bolender se suicide en prison deux mois avant la fin de son procès. Le troisième était le SS-Oberscharführer Gustav Wagner, surnommé la « Bête de Sobibór », également originaire d'Autriche. Il s'est suicidé en 1980, traqué sans relâche par Simon Wiesenthal, au Brésil. De même, la moitié des 12 assassins de masse du camp de Sobibór inculpés en 1965-1966 durant le procès de Sobibór à Hagen, en Allemagne de l'Ouest, ont été acquittés.